# (16826) Daisuke
(16826) Daisuke es un asteroide perteneciente al cinturón de asteroides descubierto por Naoto Sato el 19 de noviembre de 1997 desde el Observatorio de Chichibu.

## Designación y nombre
Designado provisionalmente como 1997 WA2. Fue nombrado por Daisuke Miyajima (1958-2007) quien fue un ingeniero aeroespacial japonés que contribuyó mucho al éxito de 'KAGUYA' como ingeniero principal de diseño, control y pruebas de verificación de EMC que redujeron el ruido EMC y proporcionaron un entorno silencioso para los sensores de la misión que necesitaban escuchar incluso un débil sonido desde la Luna.

## Características orbitales
Daisuke está situado a una distancia media de 2,286 ua, pudiendo alejarse un máximo de 2,569 ua y acercarse un máximo de 2,004 ua. Tiene una excentricidad de 0,124. Emplea 1262,60 días en completar una órbita alrededor del Sol.

## Características físicas
La magnitud absoluta de Daisuke es 14,73. Tiene un diámetro de 3,023 km y su albedo se estima en 0,336.